# Benakanahalli, Kundgol
Benakanahalli là một làng thuộc tehsil Kundgol, huyện Dharwad, bang Karnataka, Ấn Độ.